# 皇甫立
皇甫立（？—949年），五代十国后唐、后晋、后汉将领，代北人。
李嗣源担任代州刺史，以皇甫立为牙校，他跟随李嗣源出任藩镇。性情谨慎，李嗣源非常信任他，王建立、安重诲投奔李嗣源都在皇甫立之后。李嗣源即位为唐明宗，以皇甫立为忻州刺史。长兴末年，转为洺州团练使。应顺初年，担任鄜州保大軍節度使，检校太保。清泰三年春，改镇潞州昭義節度使，不久，改华州鎮國軍節度使。后晋天福年间，授左神武统军。晋出帝即位，历左金吾卫上将军，官至检校太尉。后汉高祖任命他为特进、太子太师，致仕。乾祐二年秋去世。